# Friedrich Lichthammer
Friedrich David Georg Lichthammer (* 16. April 1818 in Darmstadt; † 14. Oktober 1900 ebenda) war Eisenbahningenieur und am frühen Eisenbahnbau in Hessen beteiligt. Ab 1857 war er Vertreter des Großherzogtums Hessen im Direktorium der Main-Neckar-Eisenbahn-Gesellschaft und dessen Vorsitzender.

## Familie
Friedrich Lichthammer war Sohn des Justizrats und Hofgerichtsadvokaten Ludwig Peter Lichthammer († 15. September 1829) und der Elisabeth Caroline, geb. Küchler († 31. Oktober 1842).
Friedrich Lichthammer heiratete am 30. April 1849 in Worms die von dort stammende Henriette Charlotte Amalie Dorothea Koch. Bei seinem Tod wohnte er in der Rheinstraße 44 in Darmstadt.

## Wirken
1839 legte er die Staatsprüfung für das Baufach ab und war ab 1840 Baukandidat, zunächst beim Kreisbaumeister des Baubezirks Friedberg und ab 1842 beim Kreisbaumeister des Baubezirks Gießen, wo er mit den Vorarbeiten für den Bau von Eisenbahnen in der Provinz Oberhessen des Großherzogtums Hessen befasst war.
1843 wechselte er als Sektionsingenieur zum Bau der Bahnstrecke Frankfurt am Main–Heidelberg der Main-Neckar-Eisenbahn-Gesellschaft. Er übernahm hier die Bauleitung für den Abschnitt Darmstadt. Zu seinen Aufgaben gehörten auch Entwurf und Bau des ersten Darmstädter Bahnhofs.
Zum 1. Mai 1857 trat er die Nachfolge des verstorbenen Johann Jacob Laubenheimer als hessischer Vertreter im Direktorium MNE an, womit auch der Vorsitz in dem Gremium verbunden war. Er hatte die Funktion bis nach 1896 inne.

## Ehrungen
Friedrich Lichthammer erhielt den Ehrentitel eines großherzoglich-hessischen Geheimrats.